# Niccolò Oddi

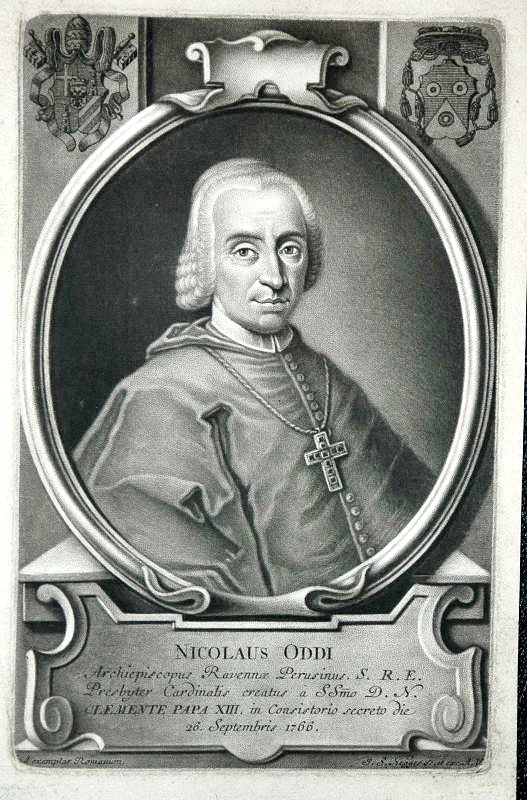
Niccolò Kardinal Oddi (Stich von 1766)

Niccolò Oddi (* 26. September 1715 in Perugia; † 25. Mai 1767 in Arezzo) war ein italienischer Geistlicher, Kardinal, Diplomat und Erzbischof der katholischen Kirche; kurz vor seinem Tod wurde er Jesuit.

## Leben

### Frühe Jahre
Er wurde geboren als ältestes von fünf Kindern des Grafen Marcantonio Oddi und seiner Gattin Altavilla, geb. Ranieri. Sein Großonkel war Kardinal Antonio Banchieri (1667–1733), sein Onkel Kardinal Giacomo Oddi (1679–1770).
Durch Letzteren, der von 1749 bis zu seinem Tod auch als Bischof von Viterbo amtierte, kam Niccolò Oddi zum Eintritt in den geistlichen Stand. Am 15. Dezember 1746 trat er als Referendario delle  Die Segnature in den Dienst der Römischen Kurie, von 1747 bis 1750 amtierte er an der Seite seines Onkels als päpstlicher Vize-Legat für die Romagna und 1751 avancierte er zum Päpstlichen Hausprälaten.
Am 26. Dezember 1753 empfing Oddi die niederen Weihen, am 30. Dezember des Jahres wurde er Diakon, am 1. Januar 1754 empfing er die Priesterweihe.

### Erzbischof und Kardinal
Papst Benedikt XIV. ernannte ihn am 14. Januar 1754 zum Titularerzbischof von Traianopolis in Rhodope, am 20. Januar erteilte ihm der Onkel Giacomo Oddi in der Kathedrale von Viterbo die Bischofsweihe. Mit Datum vom 12. Februar gleichen Jahres bestellte man Niccolò Oddi zum Apostolischen Nuntius in Köln; er traf am 9. August dort ein. Zum 4. Dezember 1759 wurde Oddi Nuntius in Luzern, von wo man ihn im Februar 1764 abberief. Noch im Januar hatte Papst Clemens XIII. den Erzbischof zum Sondernuntius für die am 27. März in Frankfurt am Main stattfindende Wahl von Erzherzog Joseph zum römisch-deutschen König ernannt, bei welcher Gelegenheit ihm eine Stärkung der päpstlichen Interessen gelang. Damit verbunden waren diplomatische Konsultationen in Südwestdeutschland, die Oddi in Begleitung des späteren Kardinals Giuseppe Garampi (1725–1792) von April bis September 1764 u. a. nach Mainz, Mannheim, Heidelberg und Bruchsal führten.
Schon mit Datum vom 20. Februar 1764 war Niccolò Oddi zum Metropoliten des Erzbistums Ravenna befördert worden, am 26. September 1766 erhob ihn  Papst Klemens XIII. zum Kardinal mit der Titulatur von Santa Maria in Aracoeli. Am 1. Dezember wurde er Päpstlicher Legat der Region Romagna mit Sitz in Ravenna.
Im März 1767 brach Kardinal Oddi aus Rom zur Rückkehr nach Ravenna auf, besuchte aber auch noch seine Heimatstadt Perugia. Hier erkrankte er und begab sich mit seinem Bruder Lodovico Oddi sowie dem Arzt Lorenzino Bresciani nach Arezzo, um sich zu erholen.
Am 12. Mai 1767 trafen sie in der Stadt ein. Der Kardinal wurde im Kapuzinerkloster untergebracht, wegen fortschreitender Verschlechterung der Gesundheit aber in ein Pflegehaus der Jesuiten verlegt. Als er seinen Tod nahen sah, trat Niccolò Oddi – einem lange gehegten Wunsch folgend – noch in den Jesuitenorden ein. Er starb am 25. Mai 1767 im Hospital der Jesuiten zu Arezzo und wurde als Ordensangehöriger in ihrer dortigen Kirche Sant’Ignazio beigesetzt.